# Talant Mamytov
Talant Mamytov, né en 1976, est un homme d'État kirghiz. Il est président de la République par intérim du 14 novembre 2020 au 28 janvier 2021.

## Biographie

### Carrière professionnelle
Talant Mamytov est né le 14 mars 1976 à Maïlouou-Souou. Diplômé de la faculté de droit, il est de 2000 à 2001 employé du département de contrôle de l'exécution des lois et actes juridiques du parquet de la région de Batken, puis procureur du Département du contrôle de la conformité des décisions judiciaires du parquet régional de Jalal-Abad de 2001 à 2002. En 2002, il devient enquêteur principal du bureau du procureur de la ville de Jalal-Abad. Il le reste jusqu'en 2004, lorsqu'il est nommé procureur adjoint du district de Chatkal. En 2005, il devient procureur du Département de l'organisation et des relations internationales du Bureau du procureur général. En 2006, il est procureur adjoint du district d'Issyk-Ata de la région de Chui. La même année, il est muté au district de Suzak de la région de Jalal-Abad. De 2007 à 2009, il est procureur du district de Toguz-Torou de la région de Jalal-Abad.

### Parcours politique
Il est élu député lors des élections législatives kirghizes de 2010 sous l'étiquette Ata-jourt.
Le 3 octobre 2012, Kamtchybek Tachiev, Sadyr Japarov et Talant Mamytov organisent une manifestation à l'extérieur du parlement pour réclamer la nationalisation de la mine de Kumtor. Ils sont arrêtés dans la foulée. Le 29 mars 2013, Maytov est condamné à un an de prison et libéré. Le 17 juin 2013, le tribunal de seconde instance relaxe les trois prévenus. Le 6 août, la Cour suprême les condamne à un an et demi de prison. Ayant déjà purgé une partie de la peine, ils sont libérés. Le 20 août 2013, il est déchu de son mandat de député par la commission électorale.
Il est de nouveau élu député lors des élections législatives kirghizes de 2015 sous l'étiquette Respoublika Ata-jourt.
Il est élu président du Parlement le 4 novembre 2020. Dix jours plus tard, il devient président de la République par intérim après la démission de Sadyr Japarov,. Celui-ci, élu le 10 janvier 2021, lui succède le 28 du même mois.
Il est candidat pour Yntymak lors des élections législatives de 2021. Élu, il est reconduit au poste de président du Parlement le 30 décembre 2021.
Mamytov quitte le poste le 5 octobre 2022 est est remplacer par Nourlanbek Chakiïev.